# Cueva de las Manos
Cueva de las Manos (španělsky Jeskyně rukou) je jeskyně s prehistorickými nástěnnými malbami v patagonské argentinské provincii Santa Cruz. Nachází se ve stěně kaňonu řeky Río Pinturas. Stáří zdejších nástěnných maleb se odhaduje na 9 500 až 13 000 let. Název jeskyně vychází z vyobrazených lidských rukou, na stěnách jsou ale vyobrazena i zvířata (především lama Guanako a nandu Darwinův) a scény z jejich lovu.

## Fotogalerie

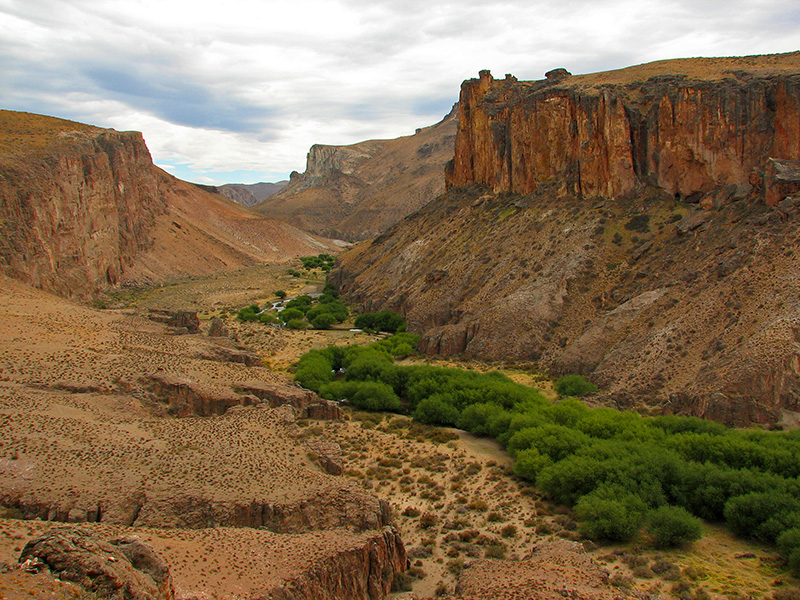
údolí řeky Río Pinturas
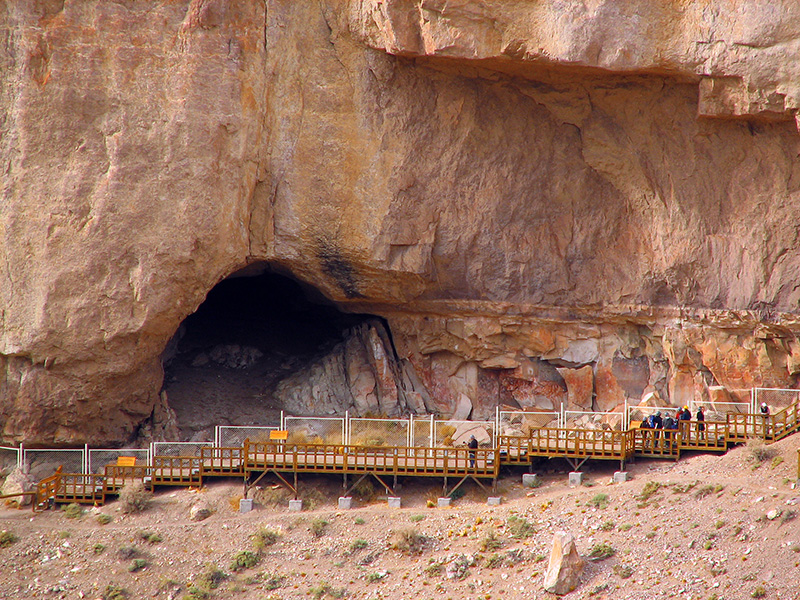
vstup do jeskyně
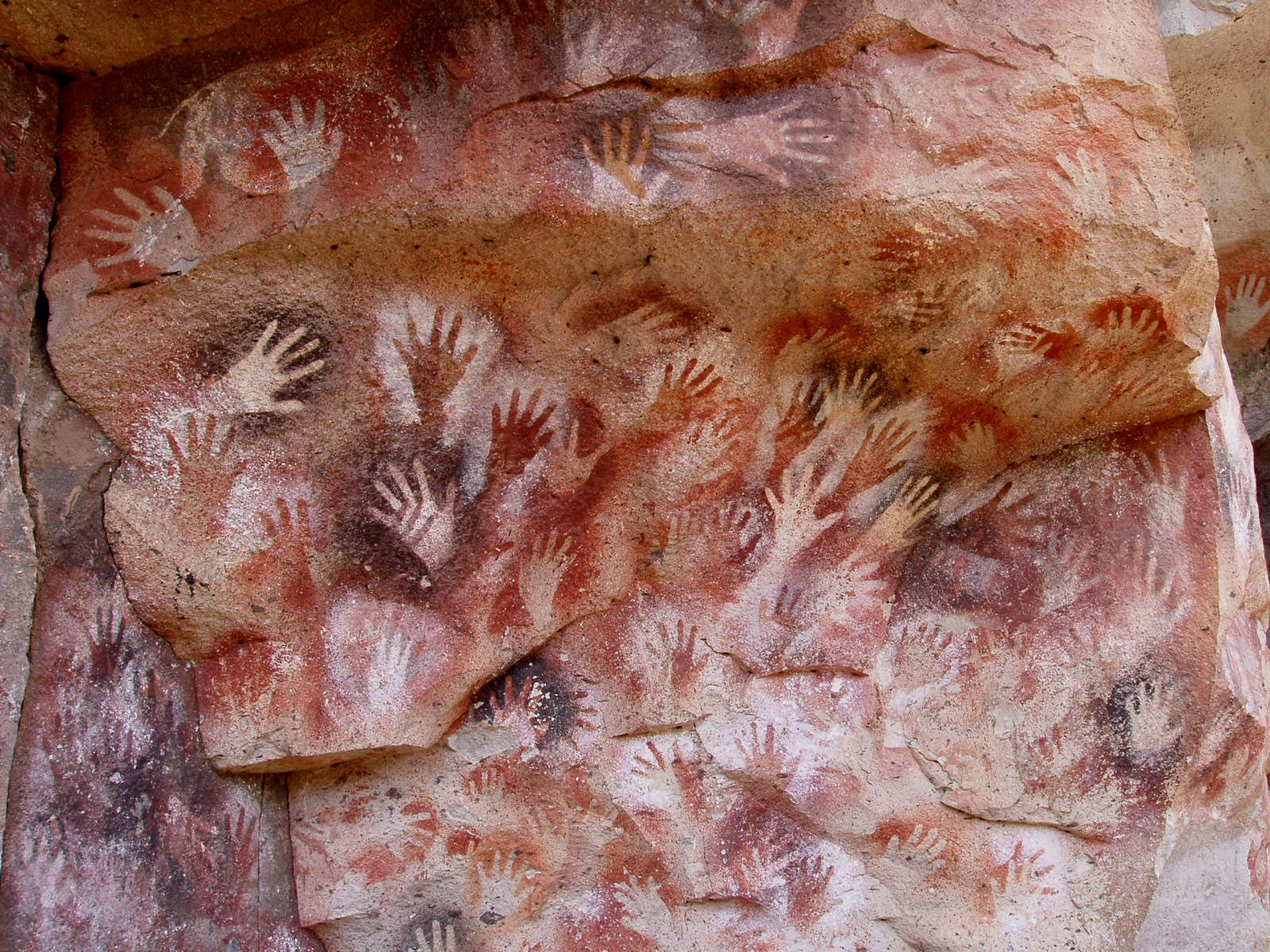
výzdoba jeskyně
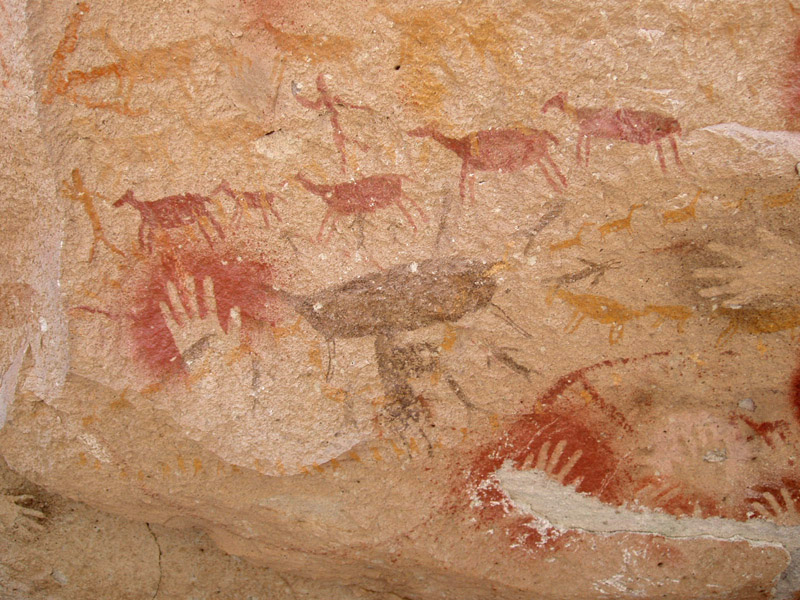
výzdoba jeskyně